# قطار شهری بیله‌فلد
قطار شهری بیله‌فلد (آلمانی: Bielefeld Stadtbahn) سیستم قطار سبک شهری در شهر بیله‌فلد، آلمان است.
این قطار شهری که در سال ۱۹۹۱ تأسیس شده دارای ۴ خط، ۶۲ ایستگاه و ۳۶٫۹ کیلومتر طول است.

## نگارخانه

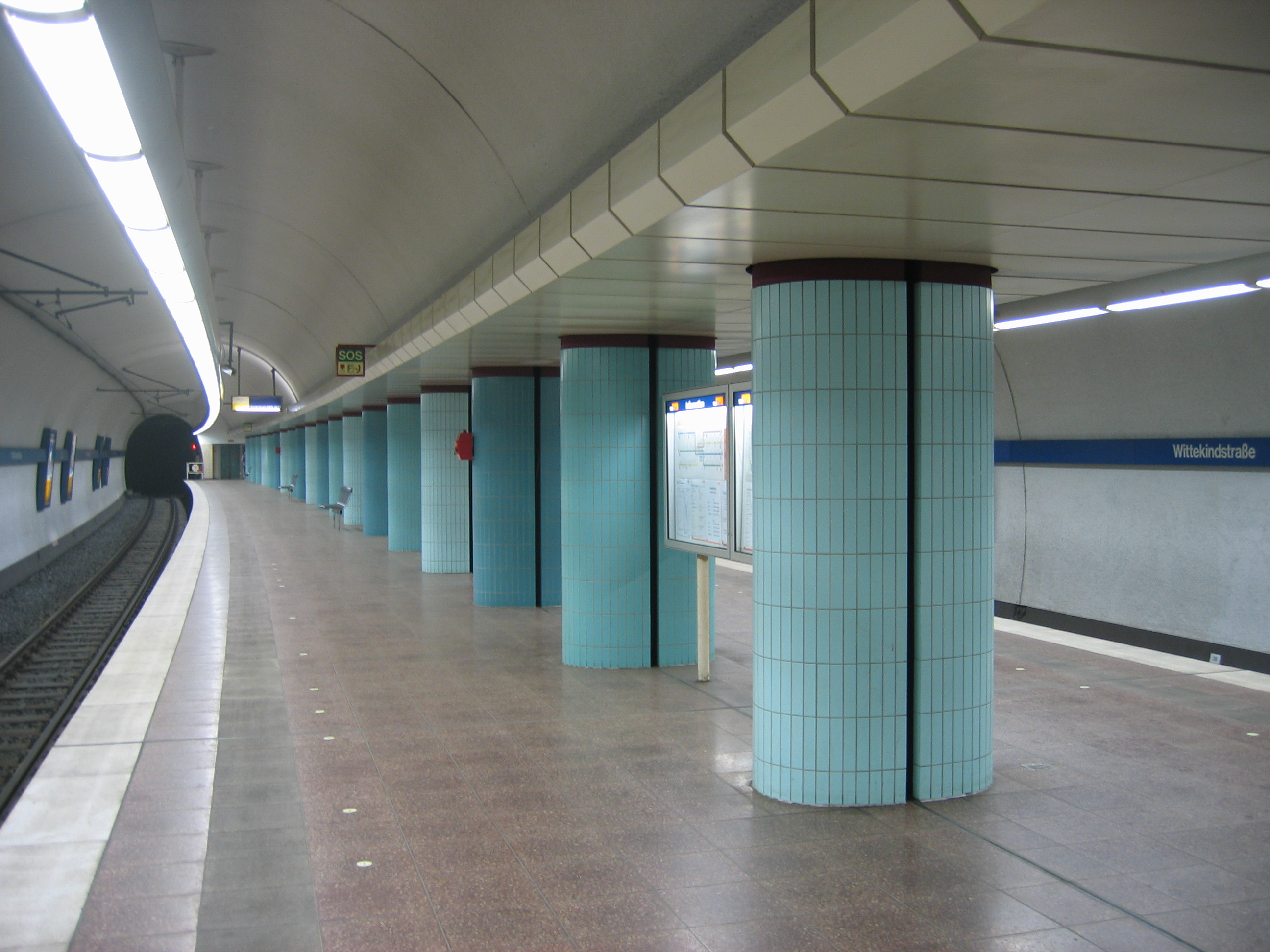
Wittekindstraße station
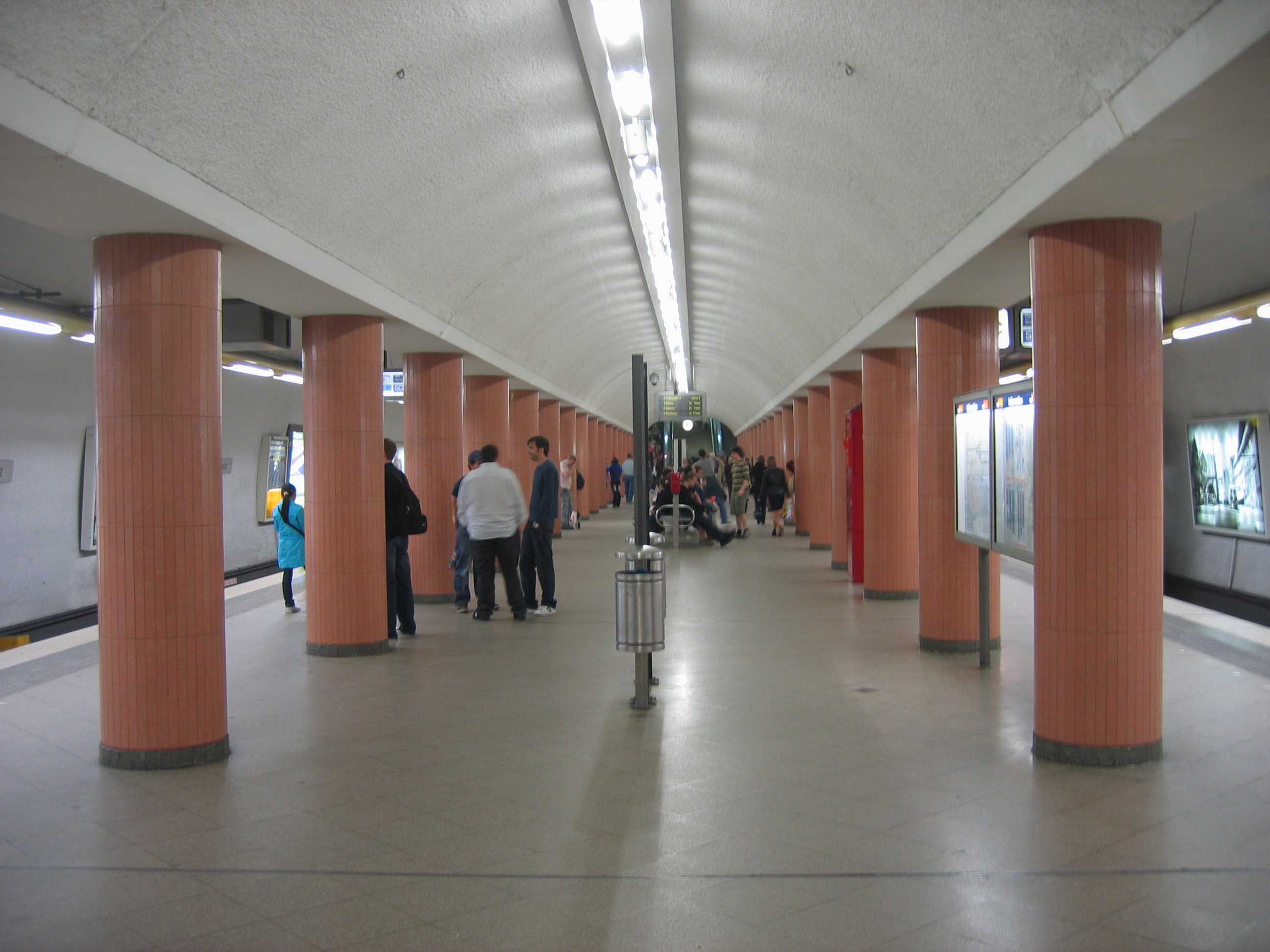
Jahnplatz station
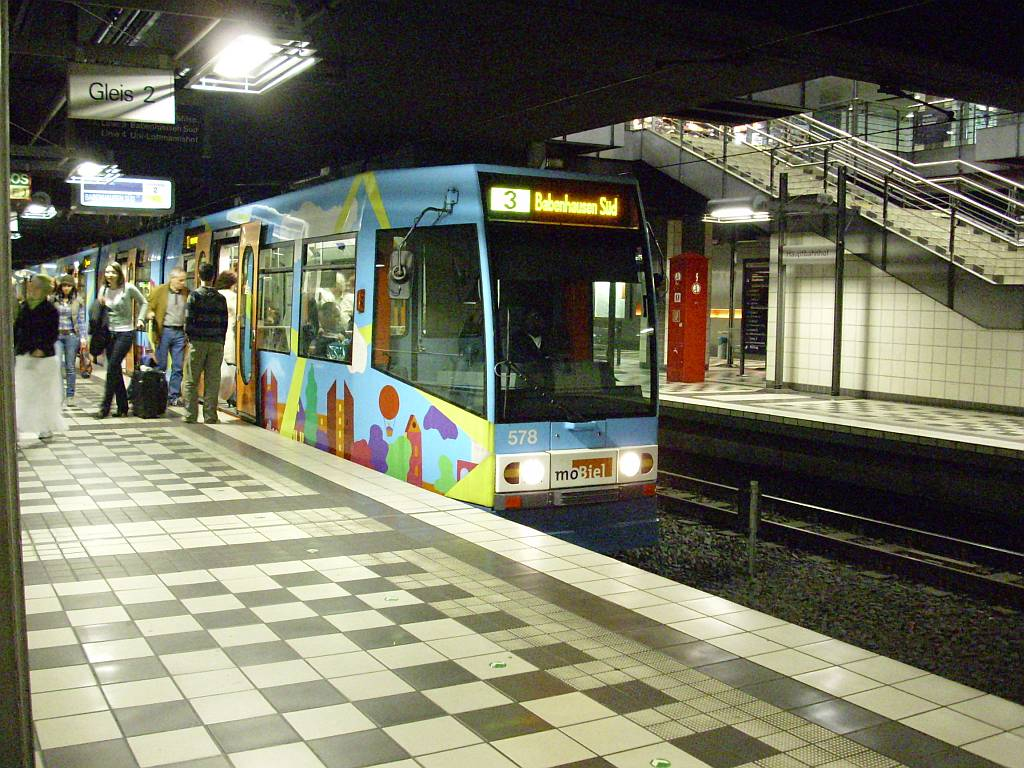
Hauptbahnhof station
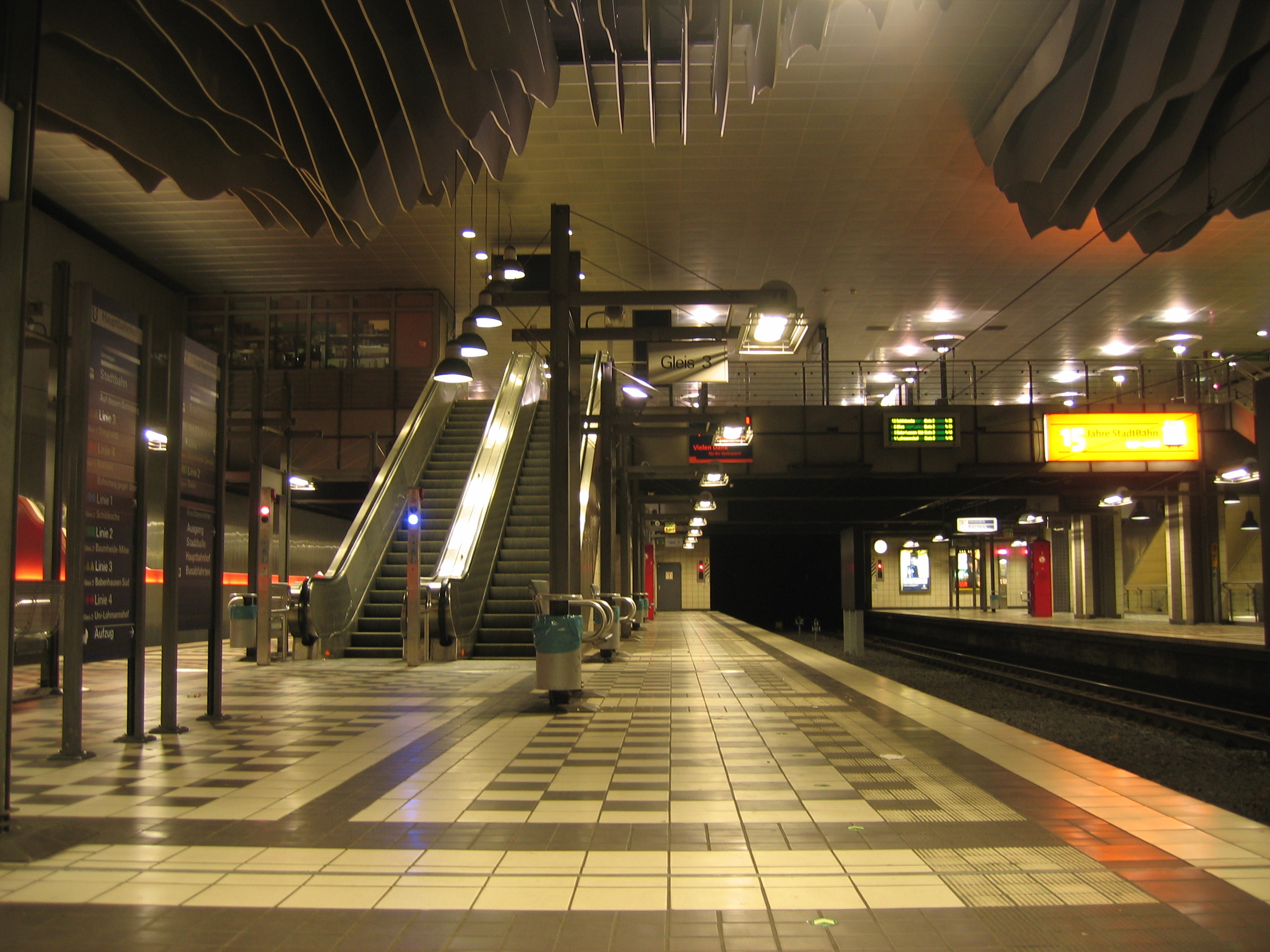
Hauptbahnhof station
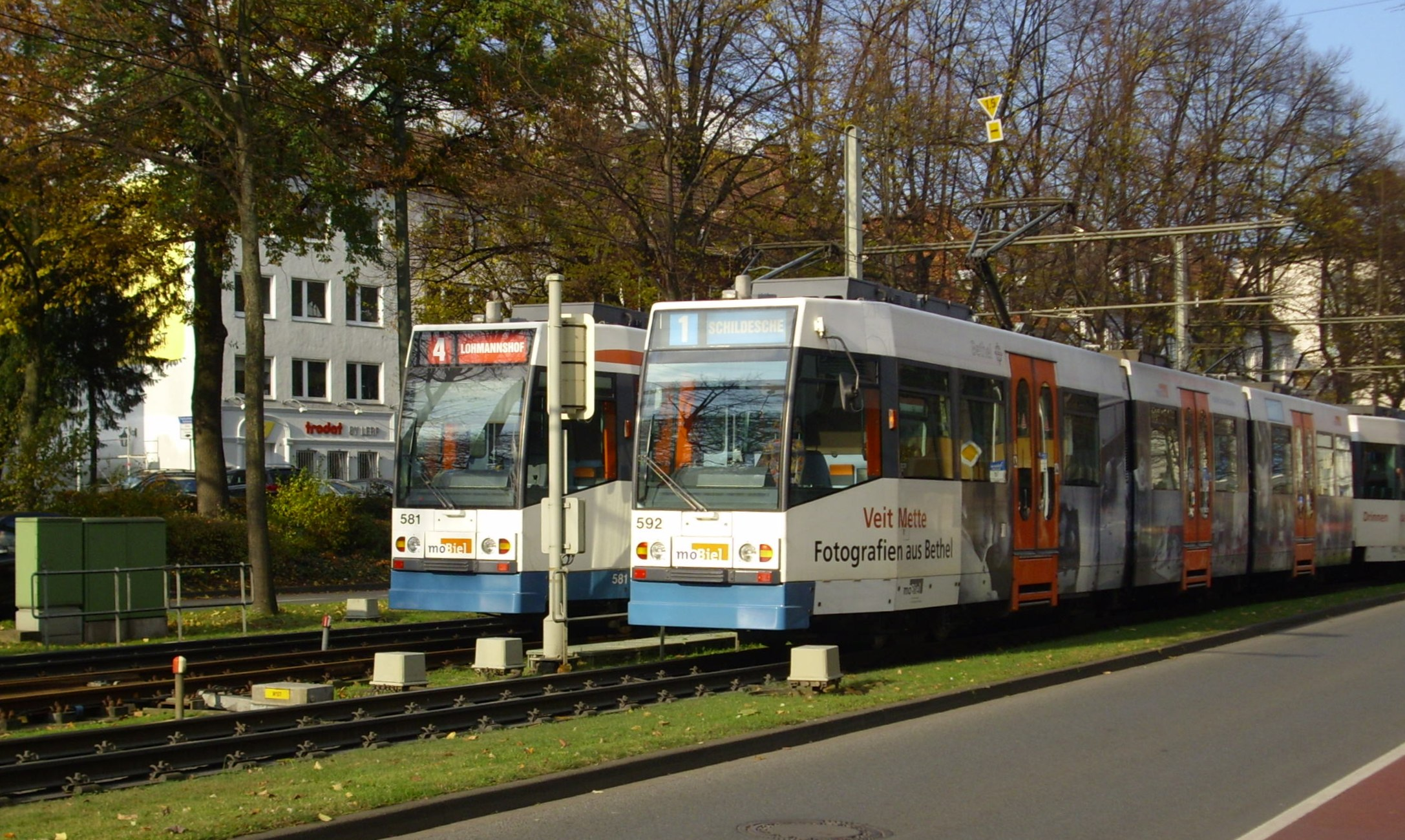
M8D typical rolling stock
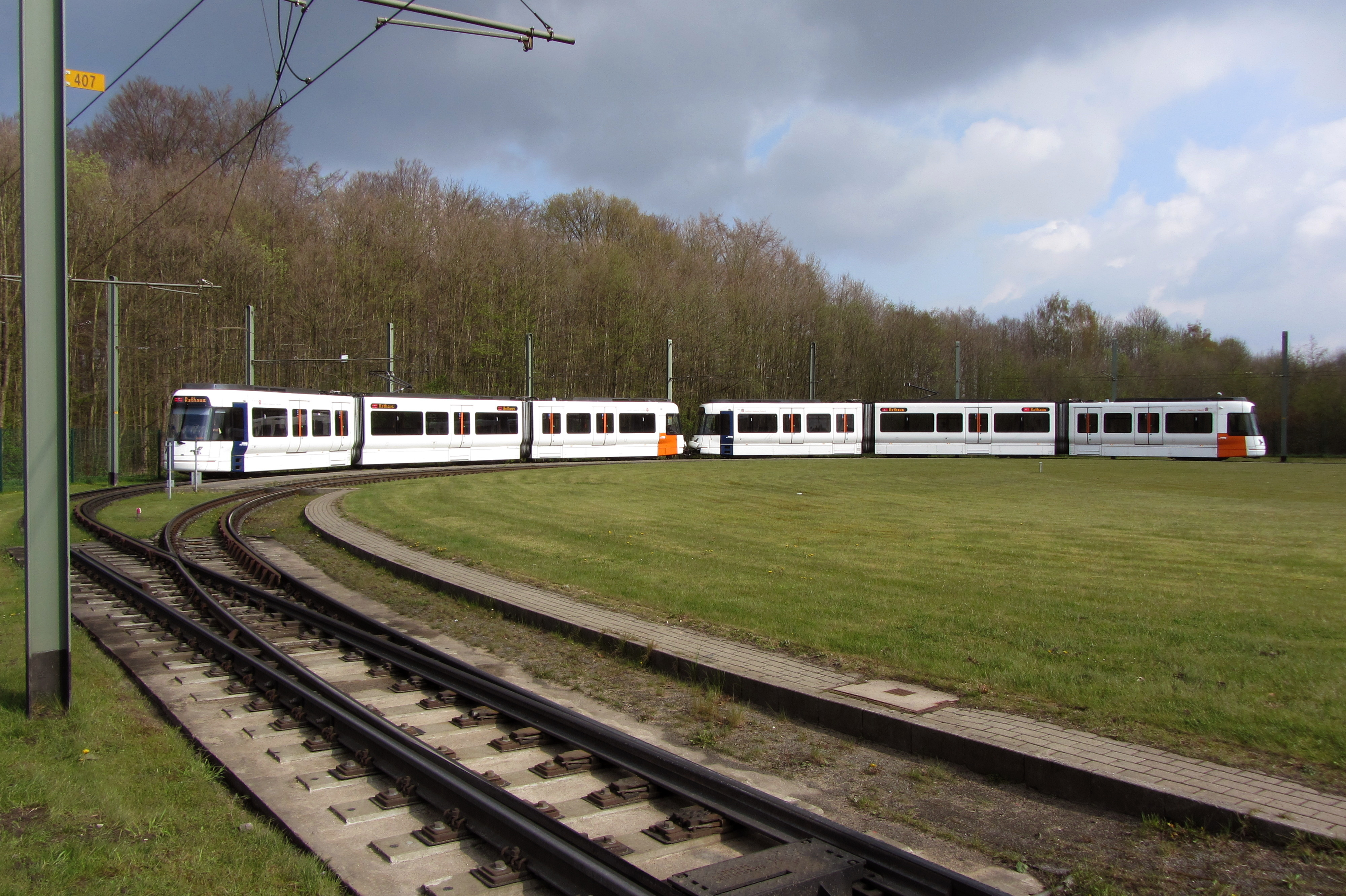
Vamos multiple-unit rolling stock
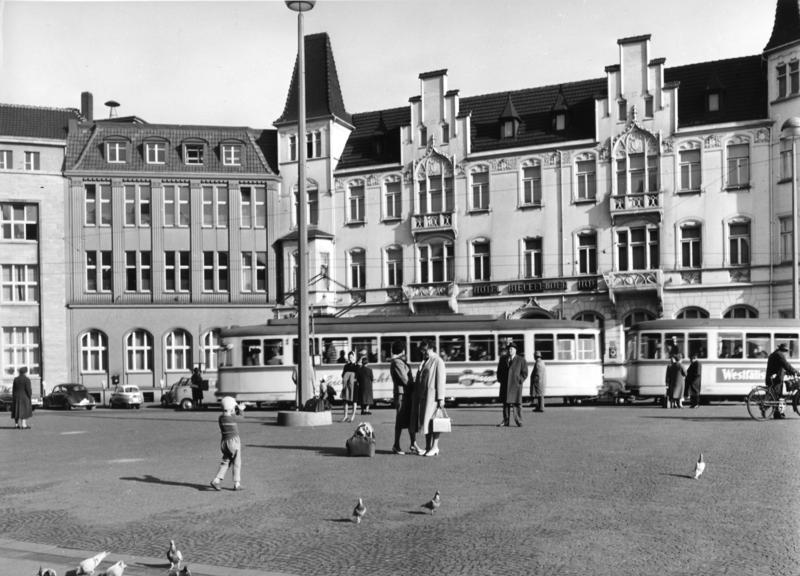
tram in 1961